# Туш-кийиз

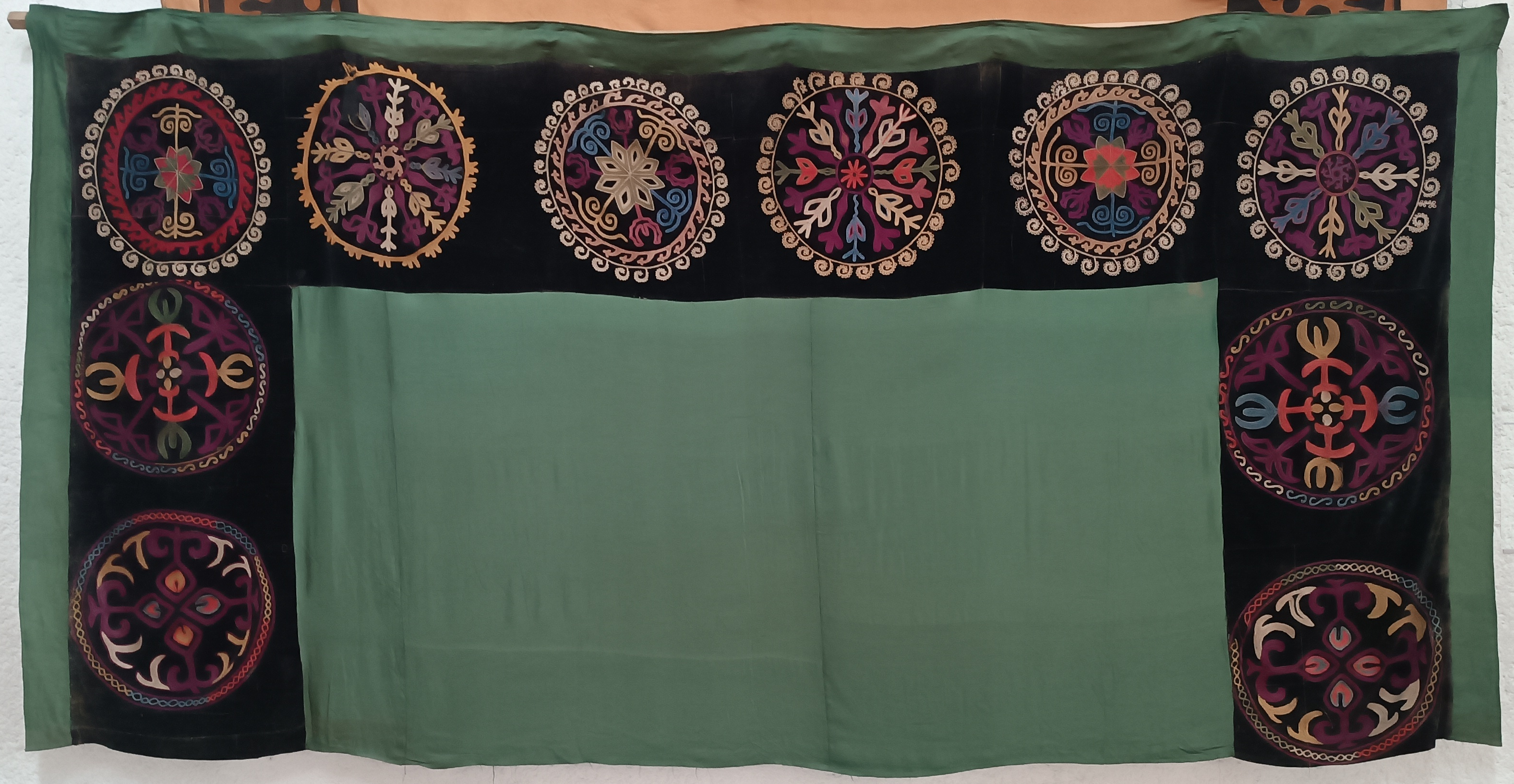
Туш-кийиз.

Туш-кийиз (кирг. туш кийиз, каз. тұс киіз) — большие, искусно вышитые настенные ковры, традиционно изготавливаемые в Кыргызстане и Казахстане женщинами в честь свадьбы сына или дочери. Само название ковра (туш или тұс в переводе с кыргызского или казахского означает «внешний», а кийиз и киіз — «войлок») связано с тем, что изначально его изготавливали из войлока и вывешивали снаружи юрты: как правило, его вешали на стену с левой стороны от входа. Позднее его стали вышивать путем покрытия фетра расшитым бархатом и вышитой тканью с добавлением декора по усмотрению вышивающего. Край оформляют нитками разных цветов, обтягивают вышитой однотонной тканью (бархат, шёлк и т. д.) и обшивают фетром, помещая посередине совместимую ткань. К поперечной части бархатного обрамления ковра обычно пришивают один, два или три спускающихся бархатных треугольника, украшая иногда плетеным из цветных ниток кружевом с бахромой. Средняя невышитая часть чаще всего создаётся из яркого одноцветного или узорного шёлка, реже из бархата, плюша или парчи. Иногда на белый фетр пришивают красный, желтый или синий узоры. В прошлом существовала также форма из красной кожи, украшенная серебром. Стол из цветного фетра обычно шьют разноцветными нитками, создавая строчку, сочетающую несколько одиночных узоров. Вышивка туш-кийиз считалась семейной традицией среди кыргызов на протяжении веков, позднее эту традицию соблюдали сельские женщины. Наиболее популярным в настоящее время являются ширдаки (коврики из войлока) ввиду того, что они на протяжении всего времени были востребованы в продаже широким слоям населения.

## Ссылка
- Мальчик А.Ю. История кыргызского народного прикладного искусства: эволюция кыргызского орнамента с древнейших времен до XX века / А.Ю. Мальчик. - 2-е изд. - Бишкек, 2009.
- Туш-кийиз из Кыргызстана